# Uniwersytet Nauki i Technologii im. Króla Abdullaha
Uniwersytet Nauki i Technologii im. Króla Abdullaha (King Abdullah University of Science and Technology (KAUST)) – prywatna saudyjska uczelnia, zlokalizowana w Thuwal w pobliżu Dżuddy. 
Uczelnia została założona przez Króla Abdullaha w 2009 roku. Jest to pierwsza saudyjska uczelnia, z koedukacyjnym kampusem.
Kampus tego uniwersytetu jest położony w odległości 80 kilometrów od miejscowości Dżudda na wybrzeżu Morza Czerwonego. Zajmuje on powierzchnię 36 kilometrów kwadratowych, został wybudowany od podstaw przez firmę Saudi Aramco (jednego z udziałowców uczelni) za kwotę 10 mld riali, (ok. 2,6 mld $). 
Struktura organizacyjna uczelni ma charakter interdyscyplinarny i składa się z trzech dywizji:
- Biological and Environmental Science and Engineering (BESE)
- Computer, Electrical, and Mathematical Science and Engineering (CEMSE)
- Physical Science and Engineering (PSE).